# Increencia
La increencia es la falta de creencias religiosas, la postura opuesta a la creencia. Este término se solapa con el de ateísmo débil, una forma de ateísmo que no niega categóricamente la existencia de dioses (como sí hace el ateísmo fuerte) sino que se caracteriza por la ausencia de fe en su existencia. También pueden calificarse como increencia el agnosticismo y la espiritualidad no religiosa.
La increencia es un fenómeno que viene de la mano de la secularización y la indeferencia hacia el hecho religioso, y concierne sobre todo la modernidad. En este ámbito se produce un debate entre posturas clericalistas y laicistas acerca del lugar que debe ocupar la religión en la sociedad. Actos de crítica o sátira de la religión como las caricaturas de Mahoma o las procesiones laicas producen una división de opiniones entre quienes los califican de legítimo ejercicio de la libertad de expresión y quienes ven en ellos una ofensa innecesaria.

## Descripción
La palabra increencia muestra una postura alejada de la fe. Tiene, además de dos efectos principales: 
1. al considerar que los fenómenos materiales solo pueden ser conocidos y el conocimiento de los asuntos espirituales o las causas últimas es imposible;
2. negar o cuestionar los principios de la religión sobre todo una, un enfoque escéptico de la naturaleza de los milagros.

Principalmente el no creyente mantiene que todas las afirmaciones de los profetas acerca de Dios son falsas o metafóricas, y que las supuestas revelaciones divinas son en realidad una colección de cuentos o mitos. Pueden asimismo pensar que una doctrina que se ha prolongado durante años y ha cubierto las necesidades de muchas generaciones demuestra que es el tipo de doctrina que perdura y se satisface, pero no que es divina.
Si la creencia en un Dios tiene que partir del supuesto de que existe, la creencia en la revelación primero ha de proceder de la suposición de que existe un Dios y luego ir más allá y aceptar el supuesto de que nos comunica su voluntad a través de ciertos hombres. Pero ambas son meras suposiciones. La existencia de Dios no está demostrada más allá de toda duda, por mucho que existan argumentos a favor (como también existen en contra). También puede ocurrir que exista realmente un Dios, pero que no comunique su voluntad a ninguna de sus criaturas. En ese caso, las supuestas revelaciones divinas también serían un invento humano.
La increencia puede también considerarse un desafío contra la creencia. Esa es un fenómeno claramente establecido en muchos países occidentales junto a la indiferencia u hostilidad hacia la religión.

## Opinión de Iglesia católica acerca de la increencia

### Causas de la increencia
Las causas principales en la opinión de la Iglesia son los siguientes:
1. Las pretensiones de la ciencia moderna. La visión del mundo sin ninguna referencia a Dios, que no postula su existencia sobre la base de principios científicos, se ha extendido y se ha vuelto un lugar común.
2. El ser humano en su materialidad considerado como centro del universo. La cultura occidental está permeada de una forma de subjetivismo que profesa la absoluta subjetividad del individuo y niega la existencia de verdades y valores objetivos.[cita requerida] Esta exaltación del individuo significa que la Iglesia ya no es aceptada como una autoridad doctrinal y moral.

### Fe e increencia
El documento final de la asamblea plenaria del Pontificio Consejo para la Cultura, celebrada entre el 11 y el 13 de marzo de 2004, trata sobre «La fe cristiana al alba del nuevo milenio y el desafío de la no creencia y la indiferencia religiosa».
Para preparar el encuentro, el consejo recopiló información de todos los países del mundo. Las preguntas propuestas dan una visión de algunos de los principales rasgos de la secularización. El documento comienza observando la pérdida de fe en el mundo de hoy. «se observa una ruptura de la transmisión de la fe, íntimamente ligada a un proceso de alejamiento de la cultura popular, profundamente impregnada de cristianismo a lo largo de los siglos», establece la introducción. El debilitamiento de esta cultura religiosa popular trae consigo, en opinión de la Iglesia, graves consecuencias en términos de cómo las personas piensan, se comportan y juzgan. 
«La Iglesia hoy tiene que hacer frente a la indiferencia y la increencia práctica, más que al ateísmo», comentaba el Pontificio Consejo. No obstante, aunque el número de regímenes con ateísmo de Estado se ha reducido, se ha extendido a través de los medios de comunicación, según el texto, «una cierta hostilidad cultural hacia las religiones, sobre todo el cristianismo y concretamente el catolicismo, compartida por los ambientes francmasones activos en diferentes organizaciones».
El Pontificio Consejo califica la increencia de «verdadera enfermedad del alma, que lleva a vivir ‘como si Dios no existiera’, neopaganismo que idolatra los bienes materiales, los beneficios de la técnica y los frutos del poder», lo cual conduce a lo que el documento denomina «homo indifferens», reduciendo la búsqueda de la felicidad a un deseo de prosperidad material y a la satisfacción de los impulsos sexuales.